# Delfines B
El Delfines Fútbol Club, también conocido como Delfines del Carmen B, fue un equipo de fútbol mexicano que militó en la Segunda División de México. Fue fundado el 18 de agosto de 2012 y desafiliado el 30 de mayo de 2014.
El equipo jugó como local en el Estadio Delfín en la Unidad Deportiva del Campus II de la Universidad Autónoma del Carmen. Los colores que identificaron al equipo fueron el naranja y el blanco.

## Historia
El Club Delfines del Carmen nace en la Segunda División de México dentro de la Liga Premier de Ascenso con la visión de ofrecer a los jóvenes carmelitas y a todos aquellos que por sus cualidades futbolísticas obtengan la oportunidad de trascender dentro del ámbito futbolístico nacional. Los jóvenes que militaron en fuerzas inferiores, tuvieron la oportunidad basados en sus capacidades de ascender a este escaparate con proyección mundial.